# 帕龍山
8°57′23″S 77°36′49″W / 8.956292°S 77.613655°W
帕龍山（Parón），是秘魯的山峰，位於該國北部安卡什大區，由瓦斯卡蘭國家公園負責管轄，屬於布蘭卡山脈的一部分，處於皮拉米德山東北面，海拔高度5,600米。